# Église Saint-Martin d'Ur
L'église Saint-Martin (Sant Martí en catalan) est une église romane située à Ur en Cerdagne dans le département français des Pyrénées-Orientales en région Occitanie.

## Historique
La paroisse d'Ur est mentionnée pour la première fois dans l'« Acte de Consécration de la Cathédrale de la Seu d'Urgell » au Xe siècle.
L'église Saint-Martin d'Ur a été construite au XIe siècle mais elle a été profondément modifiée au XVIIIe siècle au niveau de la nef et du clocher.
Elle fait l'objet d'un classement au titre des monuments historiques depuis le 7 juin 1934.
En juin 2023, une poutre médiévale peinte datée du XIIe siècle ou du XIIIe siècle est retrouvée derrière des panneaux de bois.

## Architecture

### Le chevet roman lombard
L'église Saint-Martin d'Ur comporte un chevet caractéristique du « premier art roman » ou « premier âge roman » (souvent appelé art roman lombard).
Ce chevet, édifié en moellon comme tous les édifices du « premier âge roman », est composé d'une abside centrale et de deux absidioles.
L'abside centrale et les absidioles sont ornées de bandes lombardes (une bande lombarde est une surface de maçonnerie surmontée d'une arcature constituée d'arcs en plein-cintre et bordée latéralement par deux pilastres appelés lésènes).
Chaque bande lombarde comporte deux arcs sur l'abside centrale et trois sur les absidioles; sous chaque arc est logée une petite fenêtre aveugle.
Au-dessus des absidioles, le mur du chœur est orné d'une frise de dents d'engrenage.

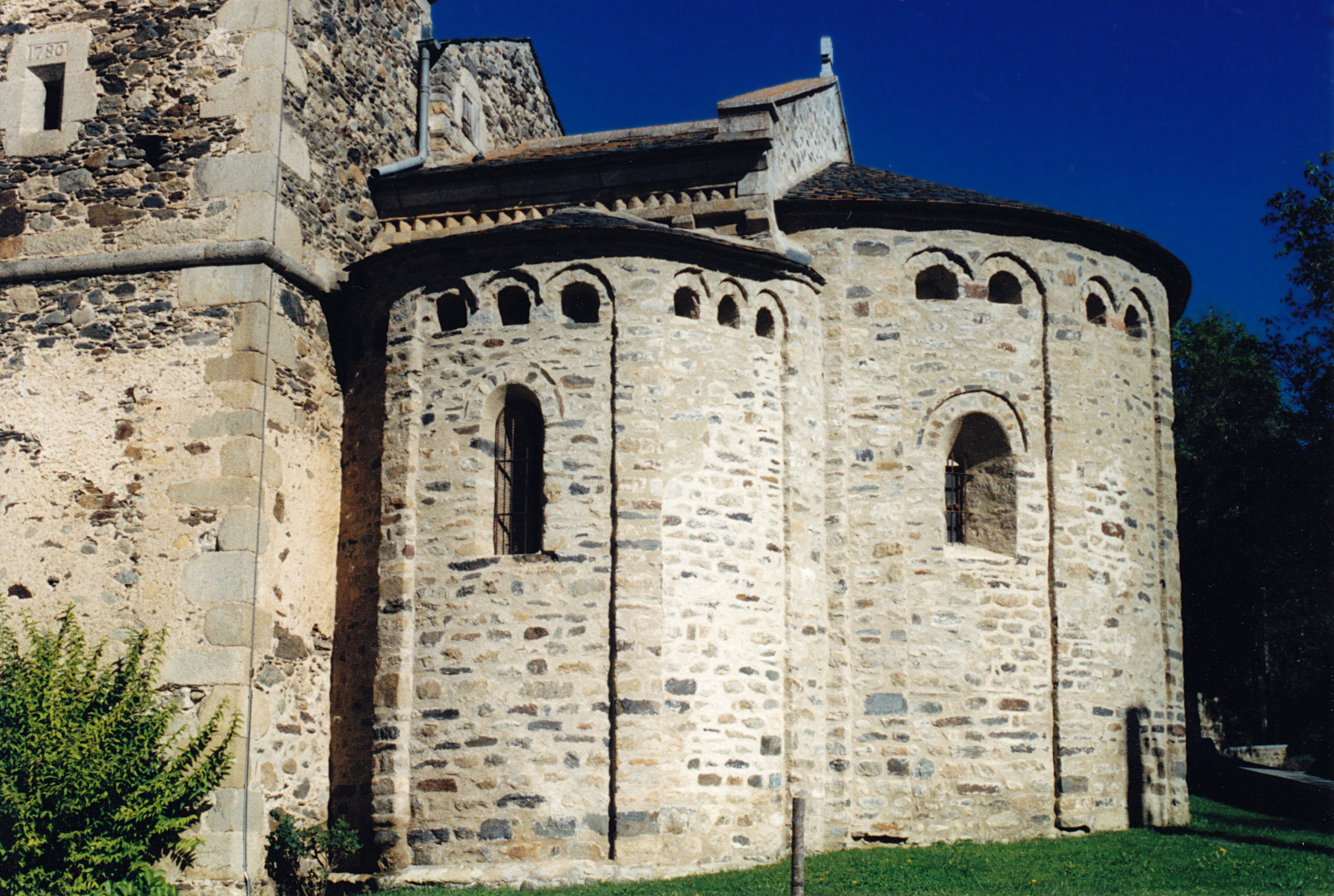
Le chevet roman lombard.